# 索斯尼夫卡 (哈佳奇區)
50°17′27″N 34°1′0″E / 50.29083°N 34.01667°E
索斯尼夫卡（烏克蘭語：Соснівка）是位於烏克蘭中部波爾塔瓦州裏米爾霍羅德區的村莊，處於普肖爾河畔，距離韦利比夫卡1公里，始建於1750年，面積4.604平方公里，海拔高度109米，2001年人口1,110。